# سيد راسيل
سيد راسيل (بالإنجليزية: Sid Russell)‏ (4 أكتوبر 1937 في المملكة المتحدة - 18 يونيو 1994 بكيبك في كندا) هو لاعب كريكت ولاعب كرة قدم بريطاني في مركز الظهير. لعب مع نادي برينتفورد ونادي مقاطعة ميدلسكس للكريكت ‏ ونادي مقاطعة غلوستر للكريكت ‏ وبيكسلي يونايتد ‏.